# Psittinus cyanurus
Psittinus cyanurus е вид птица от семейство Psittaculidae, единствен представител на род Psittinus. Видът е почти застрашен от изчезване.

## Разпространение
Видът е разпространен в Бруней, Индонезия, Малайзия, Мианмар, Сингапур и Тайланд.